# Ceratobraquiop
El ceratobraquiop (Keratobrachyops) és un gènere extint d'amfibi temnospòndil. Abans es pensava que era un Chigutisauridae però ara es creu relacionat amb Brachyopomorpha, estretament relacionat amb el gènere Bothriceps, i fins i tot pot ser un sinònim d'aquest.